# Impasses du quartier Hors-Château
Les impasses du quartier Hors-Château sont un ensemble de ruelles sans issue de la ville de Liège (Belgique). Elles se situent principalement au nord de la rue Hors-Château et au pied des coteaux de la Citadelle.

## Description
Il s'agit d'étroites voies piétonnes (sauf l'impasse Hubart) et pavées dont l'accès se fait par le franchissement d'un passage voûté (en wallon : un arvô) situé en façade d'un immeuble, exception faite pour l'impasse des Ursulines. Six de ces huit impasses se détachent de la rue Hors-Château. Les deux autres en sont voisines de quelques mètres. Elles ont une orientation du sud vers le nord (sauf l'impasse des Drapiers et celle des Ursulines) s'arrêtant au pied des coteaux de la Citadelle et sont, en général, bordées d'anciennes petites maisons prolétariennes souvent bien restaurées mais aussi d'immeubles plus bourgeois. 
Ces impasses sont un havre de paix et de quiétude à proximité immédiate du centre historique et animé de Liège. Elles attirent les résidents et les promeneurs en quête de quartiers tranquilles, pittoresques et verdoyants. Historiquement, ces impasses dont l'origine peut remonter au moins au XIIIe siècle pour certaines, étaient habitées par une population exerçant principalement différents métiers se rapportant au textile comme des tisserands et des drapiers. De nombreuses maisons dont plusieurs remontent au XVIIe siècle sont reprises à l'inventaire du patrimoine culturel immobilier de Wallonie.
Il est à noter que les rues Moray et Mère-Dieu se raccordant au début de la rue Hors-Château (côté ouest) sont aussi des impasses puisqu'il s'agit de voies en cul-de-sac mais ces voies ont gardé leur qualité de rue.  En parcourant la rue Hors-Château d'ouest en est puis la rue Delfosse, on trouve successivement les impasses suivantes :

## Impasse des Ursulines
Présente au pied de la Montagne de Bueren, l'impasse des Ursulines n'est pas vraiment une impasse au sens strict puisqu'elle se prolonge par des volées d'escaliers gravissant la partie inférieure des coteaux de la Citadelle pour aboutir aux Terrasses des Minimes.

## Impasse des Drapiers
Contrairement aux autres impasses citées ci-dessous, l'impasse des Drapiers ne se dirige pas vers les coteaux mais en direction de Féronstrée. Elle se situe au no 62  de la rue Hors-Château, en face de l'église Notre-Dame-de-l'Immaculée-Conception. L'arvô monumental avec arc en plein cintre est repris sur la liste du patrimoine immobilier classé de Liège depuis 1990 et est tout ce qui reste de l'ancienne halle aux draps. Aujourd'hui, l'impasse fait partie intégrante d'un hôtel et comprend quelques immeubles à colombages.

## Impasse Venta
Située à hauteur du no 35 de la rue Hors-Château et en face de la rue de la Poule, on y accède par un arvô d'environ 1 m de large sous linteau horizontal en pierre de taille. L'impasse presque rectiligne mesure environ 95 m. On remarque aux nos 32 et 34 deux immeubles voisins érigés en brique et pierre de taille à la fin du XVIIe siècle . Venta signifie vanne ou porte laissant passer l'eau à travers un mur ou une clôture. 

## Impasse de la Couronne
L'impasse de la Couronne est la jumelle de l'impasse de l'Ange dont elle est parallèle. Elle se situe no 41 de la rue Hors-Château du côté droit de la façade d'une ancienne brasserie mentionnée en l'an 1500 qui s'appelait Maison delle Coronne, et dont la pierre de l'enseigne est toujours présente, martelée, dans la façade. Comme l'impasse Venta, l'accès se fait par un arvô d'environ 1 m de large. Après environ 70 m rectilignes le long de maisons blanchies, on accède à une pittoresque placette arborée (10 m x 25 m) où se trouve une potale adossée à un pignon.

## Impasse de l'Ange
L'entrée de l'impasse de l'Ange est plus large que celle de sa voisine. L'arvô mesure environ 2 m de large sous un linteau en pierre calcaire légèrement courbé faisant partie d'un immeuble classé - la maison À l'Ange d'or sise au no 45 - où apparaît une enseigne en pierre sculptée d'ange datant de 1759 et ayant donné son nom à l'impasse, appelée auparavant la rue des Tordeurs. Longue de 70 m, elle est rectiligne et possède quelques arbres dont un figuier avant de rejoindre la placette décrite ci-dessus communiquant ainsi avec l'impasse de la Couronne. Parmi les immeubles les plus anciens, ceux situés aux nos 5 et 7 datent du XVIIe siècle et sont repris sur la liste du patrimoine immobilier classé de Liège.

## Rue du Burge
Cette impasse, aussi appelée la rue du Berger, longe par la droite le couvent des Capucines situé au no 49. Elle est aujourd'hui fermée par une grille et ne fait plus que quelques mètres de long.

## Rue du Champion (disparue)
Cette impasse disparue se trouvait à droite du no 57 de la rue Hors-Château. Ce bâtiment est pourvu d'une enseigne en pierre sculptée, Au Champion, qui a donné son nom à l'impasse.

## Impasse Hubart
Située à hauteur du no 69 de la rue Hors-Château, l'impasse mesure environ 115 m de long. L'entrée se fait sous un haut porche (hauteur d'environ 4 m surmonté par un arc en plein cintre daté de 1970 pour une rénovation). Cette rue doit son nom à Alfred Hubart qui était négociant dans cette rue. Bien qu'assez étroite, elle est accessible en voiture et possède un petit parking à l'arrière. Au XVIIIe siècle, l'impasse s'appelle rue des Rouest ou rue des Ravets.

## Impasse de la Vignette
Trois immeubles après l'impasse Hubart, l'impasse de la Vignette possède une entrée de taille beaucoup plus modeste présentant aussi un arc en plein cintre. Après avoir parcouru quelques mètres dans cette impasse, un second arvô cintré doit être franchi en dessous d'une maison du XVIIe siècle sise au no 7.  Cette impasse est la plus longue (environ 150 m) et a la particularité d'opérer deux virages à angle droit. Vignette pourrait se référer à une petite vigne faisant partie de l'ancien vignoble local cultivé sur les coteaux. Preuve en est la présence dans une cave du no 10 d'un vieux pressoir qui pourrait dater du XVe siècle.
Le film Un été après l'autre (également connu sous le nom Impasse de la Vignette) y a été tourné par Anne-Marie Étienne, avec Annie Cordy comme interprète principale.

## Impasse de la Chaîne
Quelques encablures plus loin que l'impasse de la Vignette, se trouve l'impasse de la Chaîne. L'arvô d'environ 1 m de large sous linteau horizontal en pierre de taille se situe au no 15 de la rue Delfosse. L'impasse rectiligne mesure environ 80 m et tire son nom d'une chaîne délimitant le domaine de la collégiale Saint-Barthélemy toute proche.

## Galerie

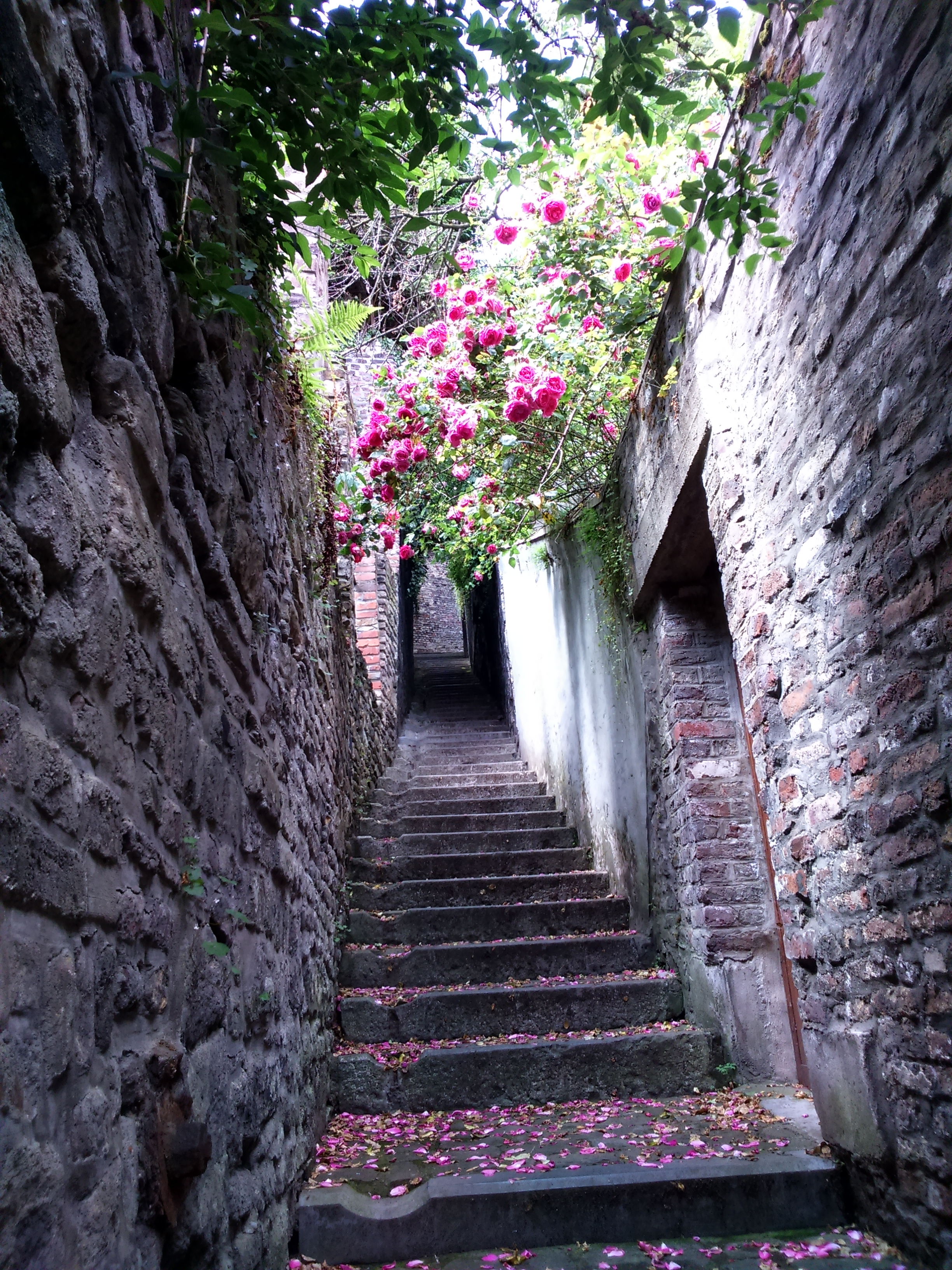
Escalier dans l'impasse des Ursulines.
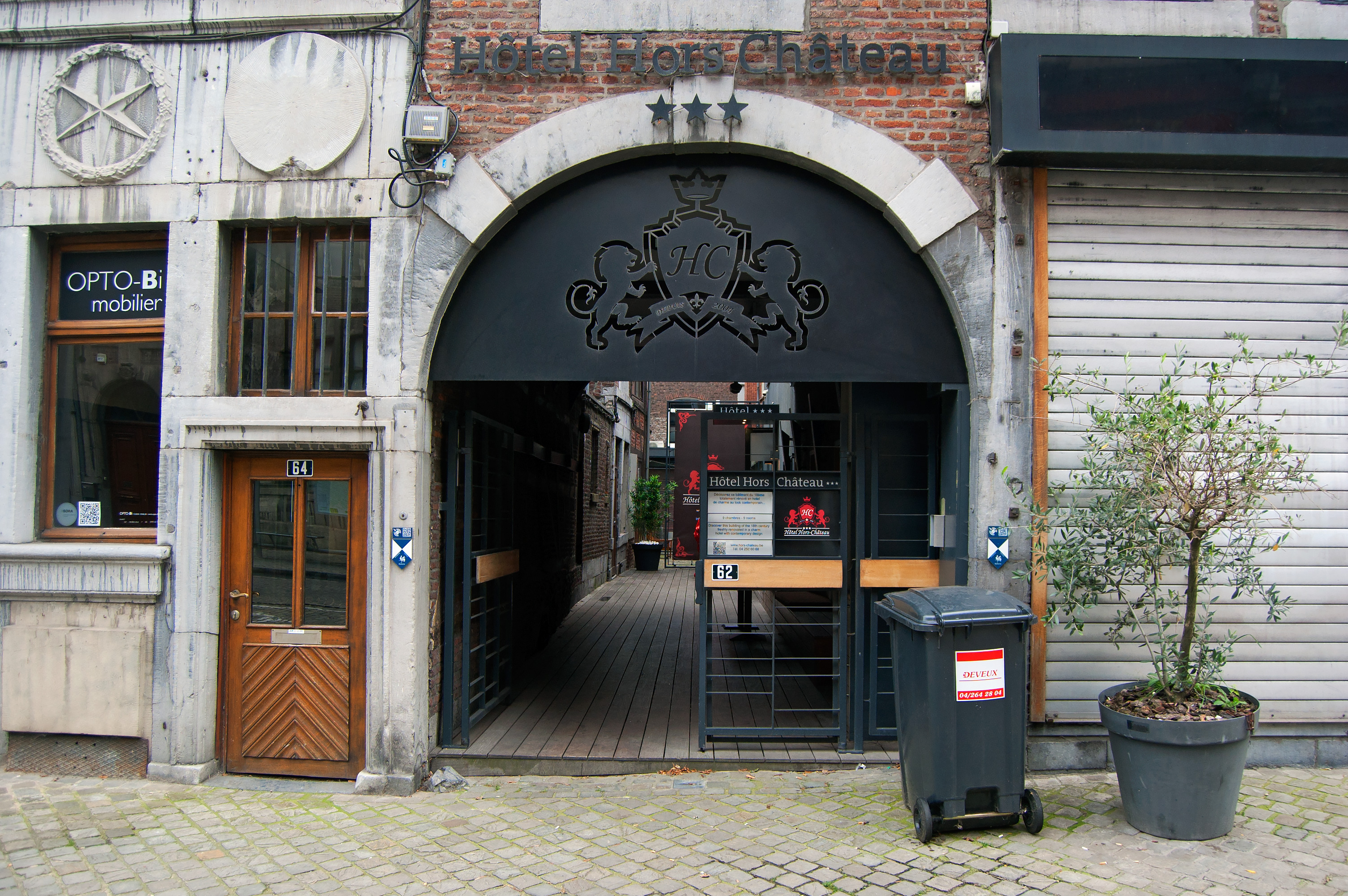
Arvô de l'impasse des Drapiers.
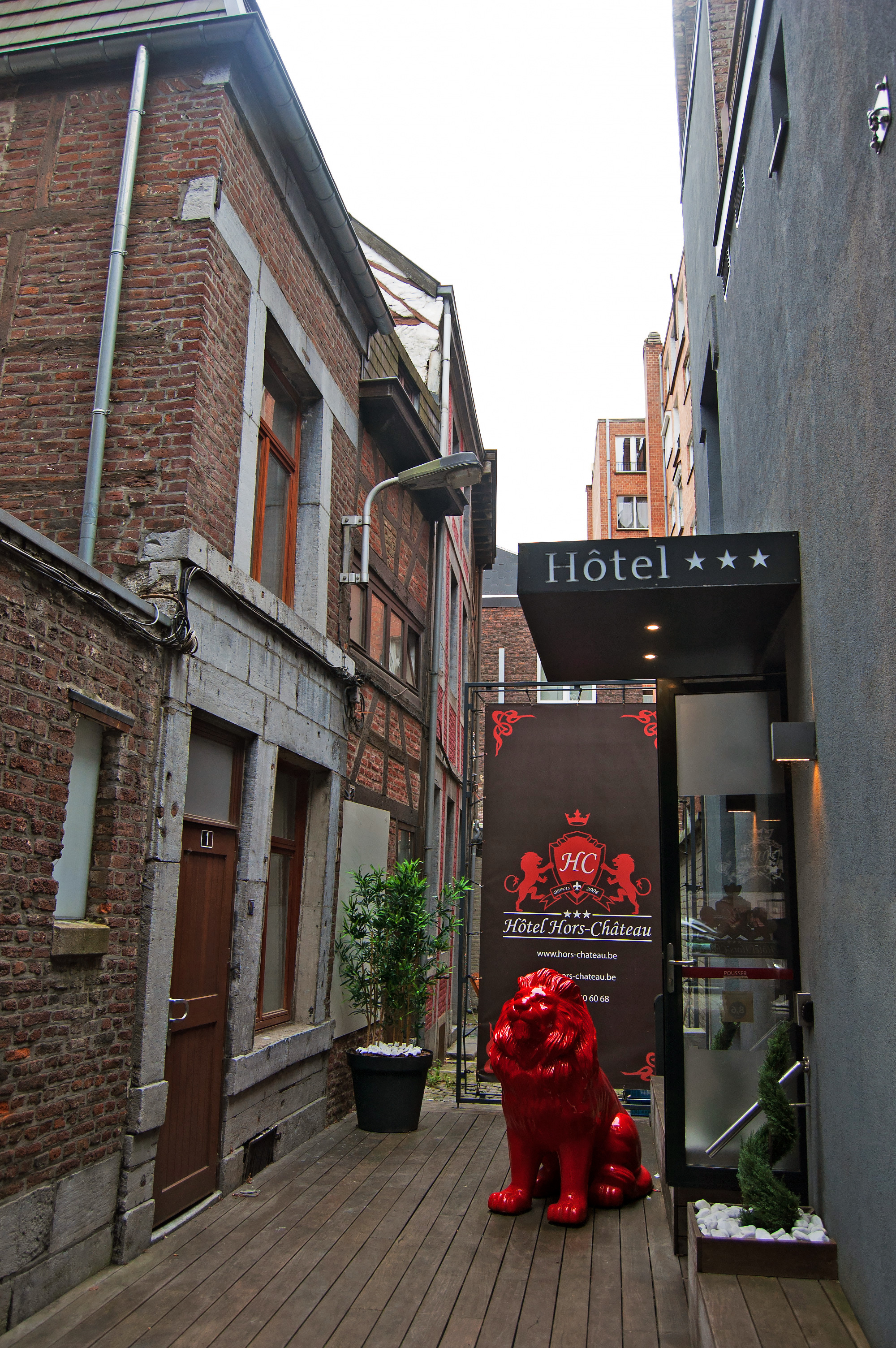
Dans l'impasse des Drapiers.
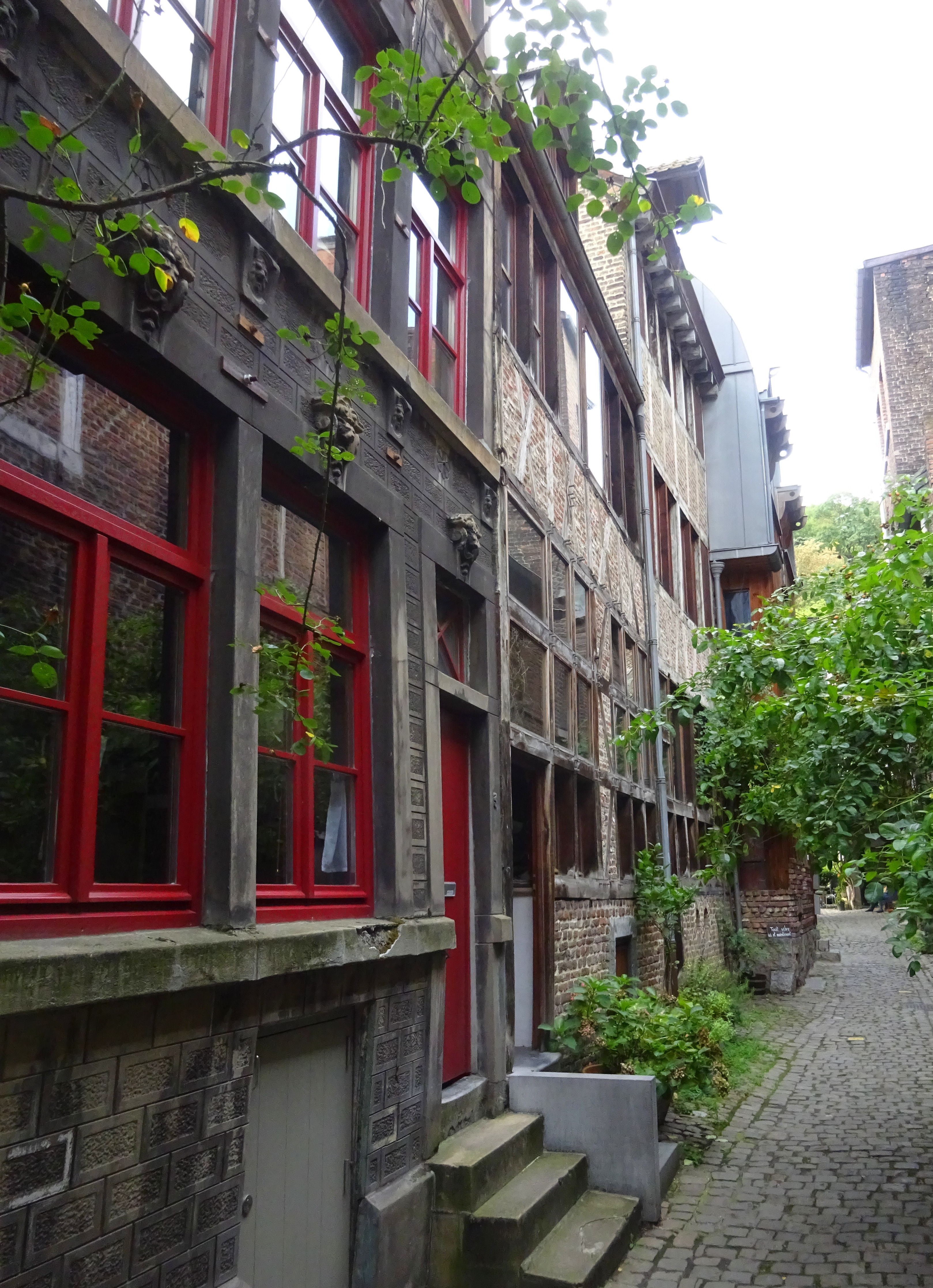
Dans l'impasse de l'Ange.
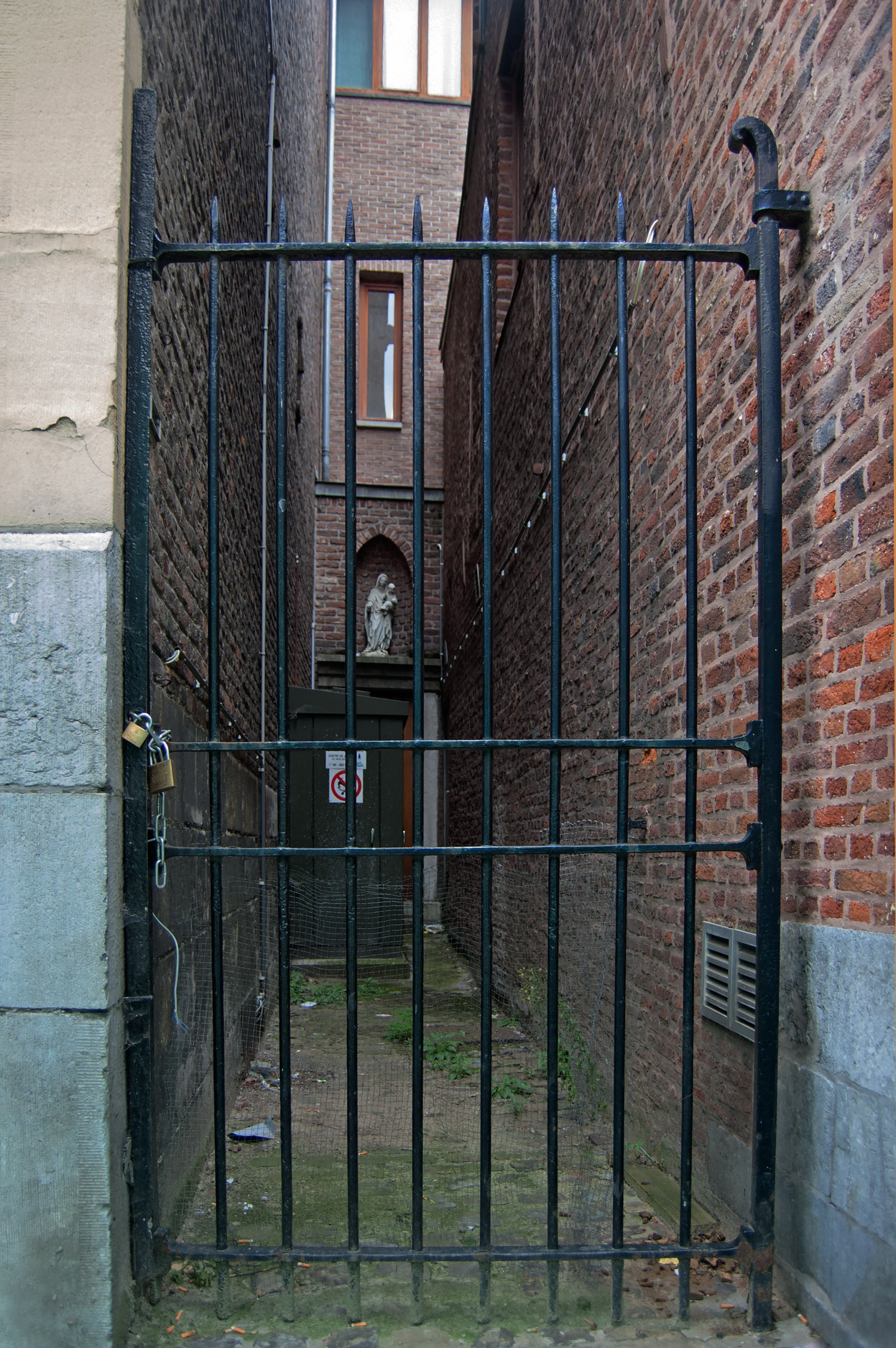
Les restes de la rue du Burge.
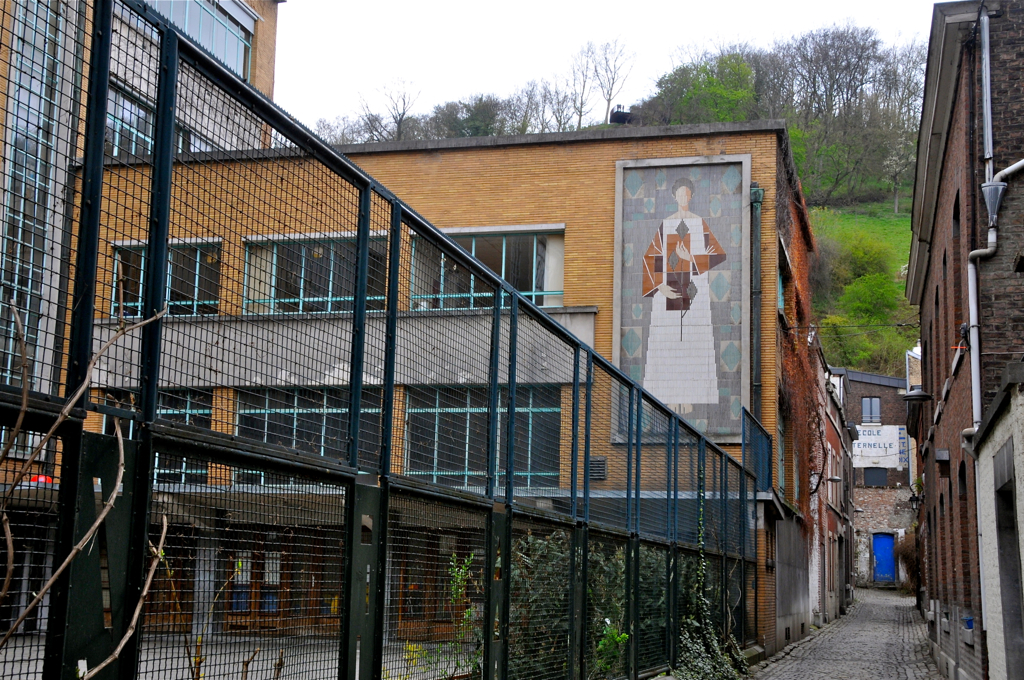
Dans l'impasse Hubart.
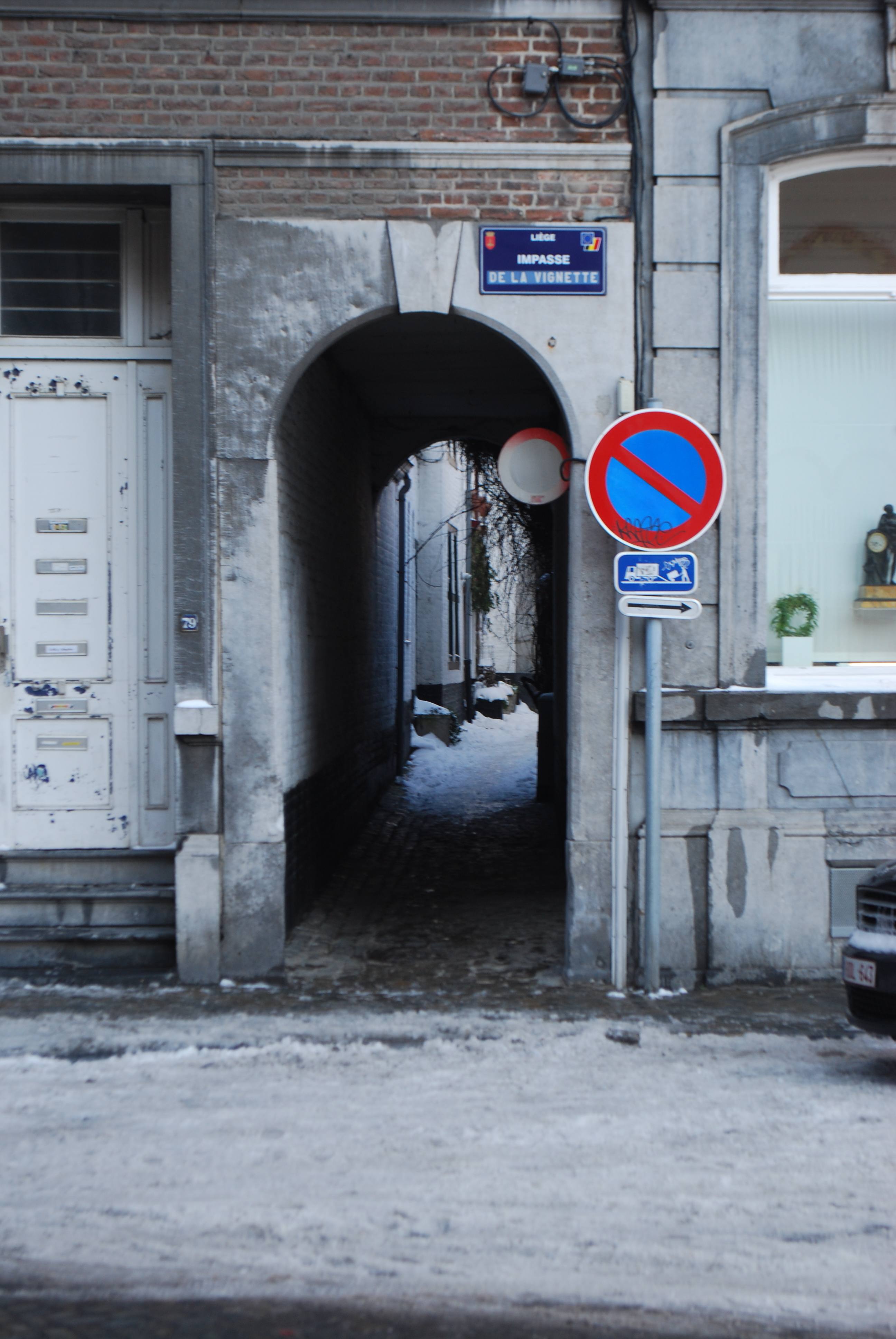
Arvô de l'impasse de la Vignette.
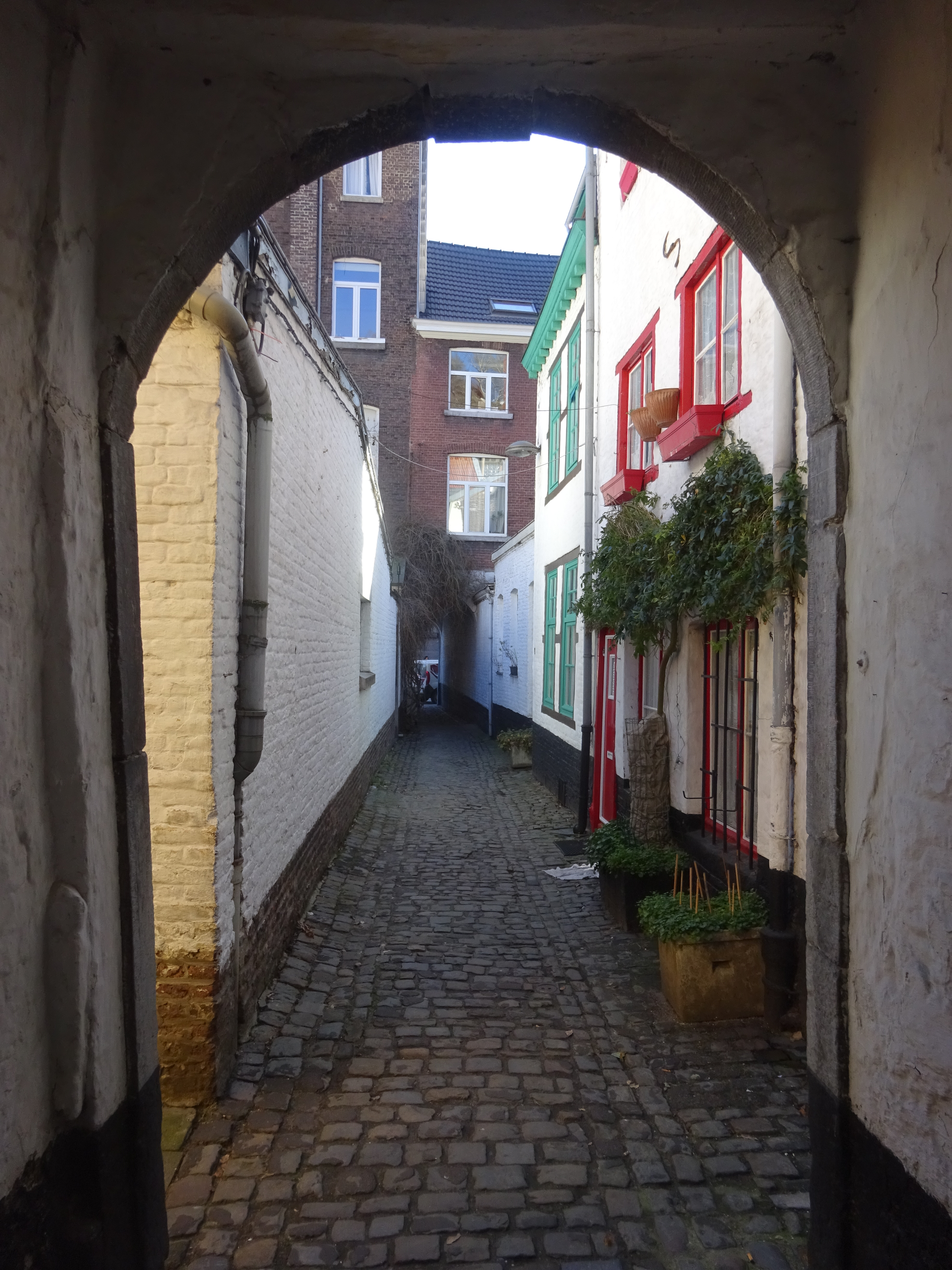
Dans l'impasse de la Vignette.
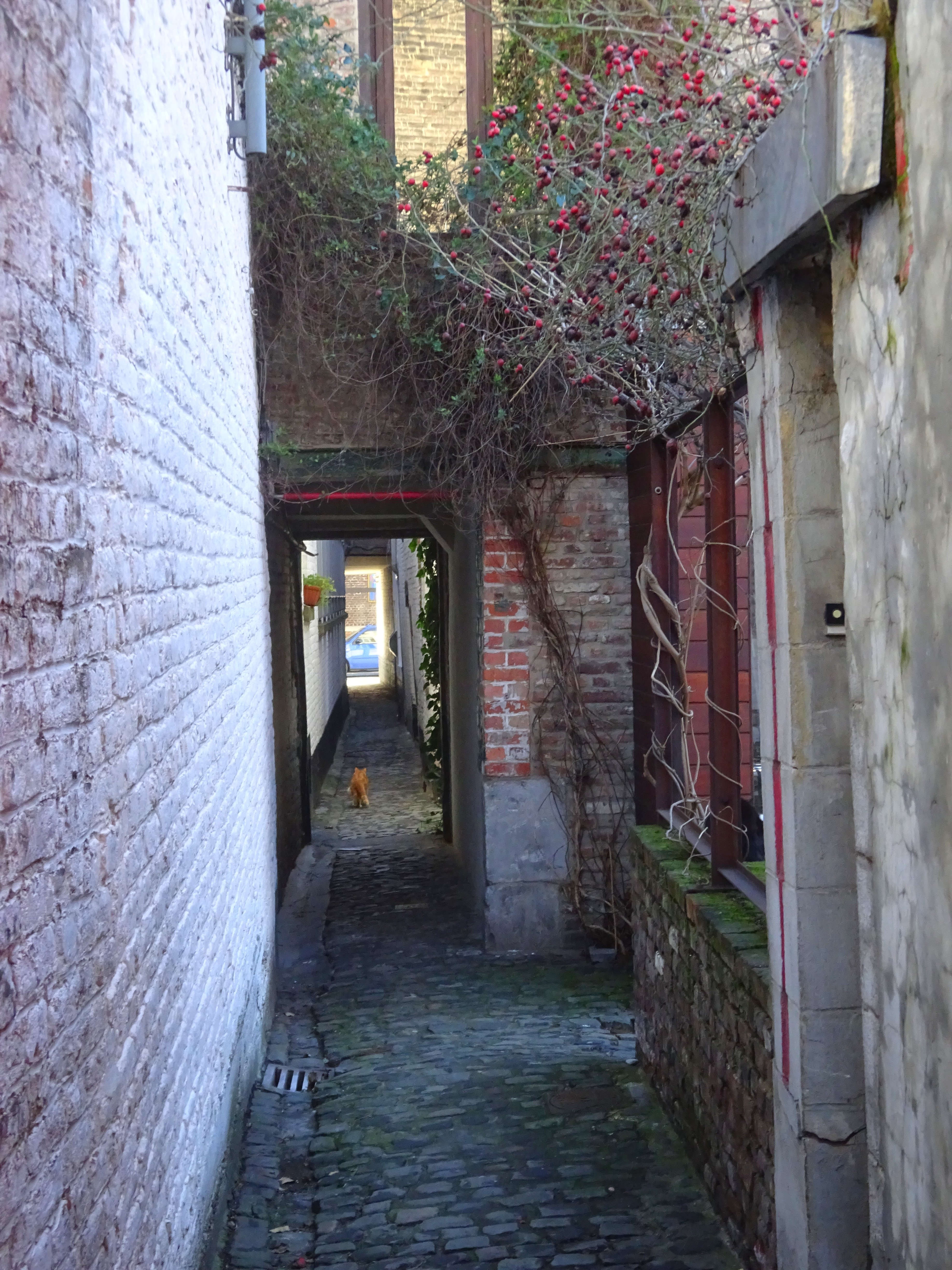
Dans l'impasse de la Chaîne.
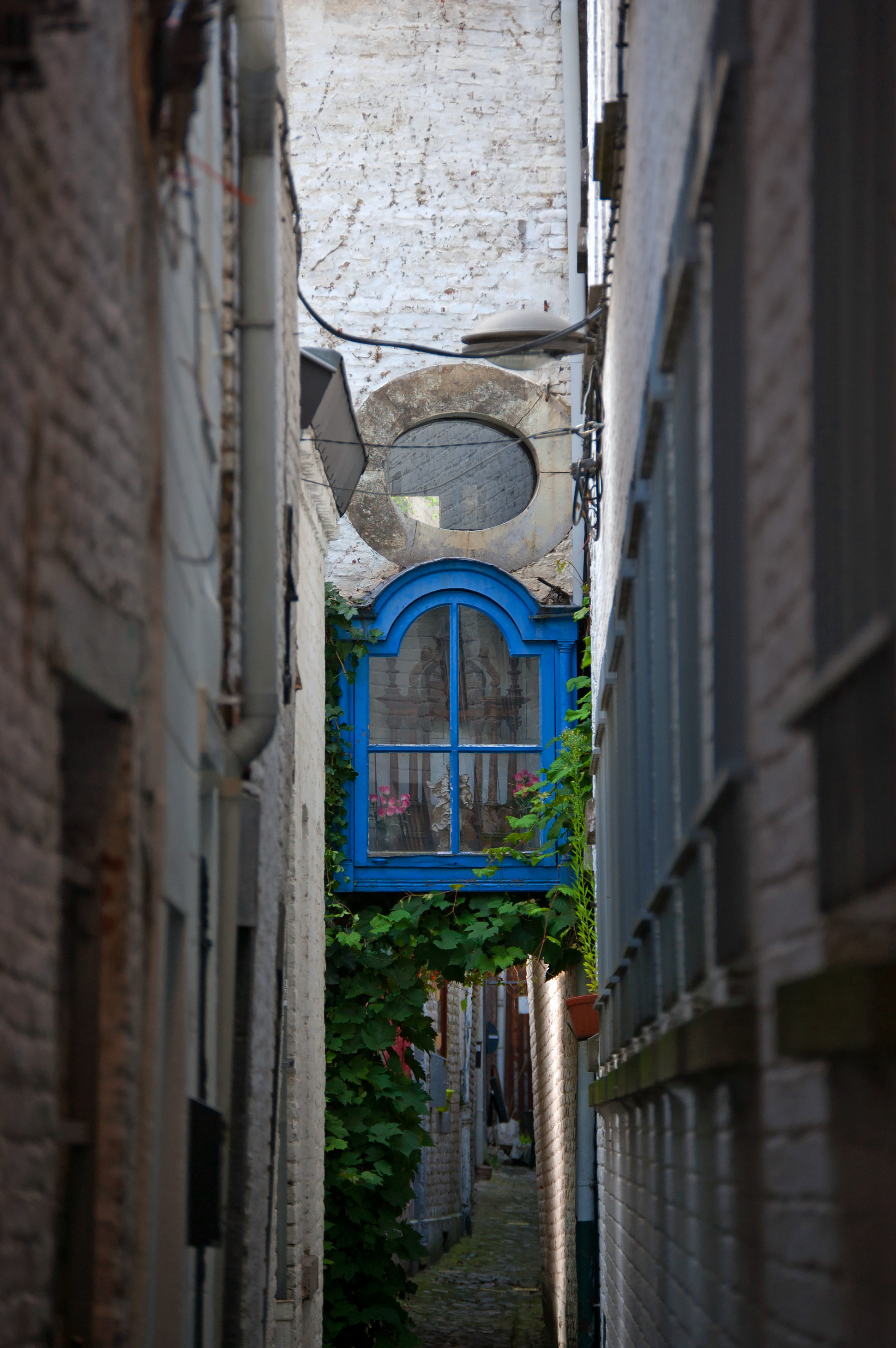
Potale dans l'impasse de la Chaîne.